# Ejler Allert
Ejler Allert (ur. 27 listopada 1881 w Tingsted, zm. 25 marca 1953 w Rødovre) – duński wioślarz, złoty medalista olimpijski.
Wystąpił na igrzyskach olimpijskich w Sztokholmie w 1912, gdzie duńska osada Nykjøbings paa Falster w składzie: Ejler Allert, Jørgen Hansen, Carl Møller, Carl Pedersen i Poul Hartmann (sternik) zdobyła złoty medal w czwórkach ze sternikiem (w łodziach z wewnętrznymi odsadniami). W finale Duńczycy pokonali Szwedów z osady Roddklubben af 1912 o 12,3 sekundy. Był to jego jedyny start olimpijski.